# Castelul Heidelberg
Castelul Heidelberg este unul dintre cele mai renumite castele-ruină din Germania, fiind simbolul reprezentativ al orașului Heidelberg. Până când a fost distrus în 1689 și 1693, de soldații lui Ludovic al XIV-lea în războiul pentru succesiune din Palatinat, castelul a fost reședința princiară a Palatinatului Renan. Castelul este caracterizat printr-o arhitectură de tipul renașterii nordice, fiind în prezent parțial restaurat. Ruina se înalță la o înălțime de 80 de m deasupra orașului Heidelberg, la nord de muntele Königstuhl (Tronul regelui).

## Istoric

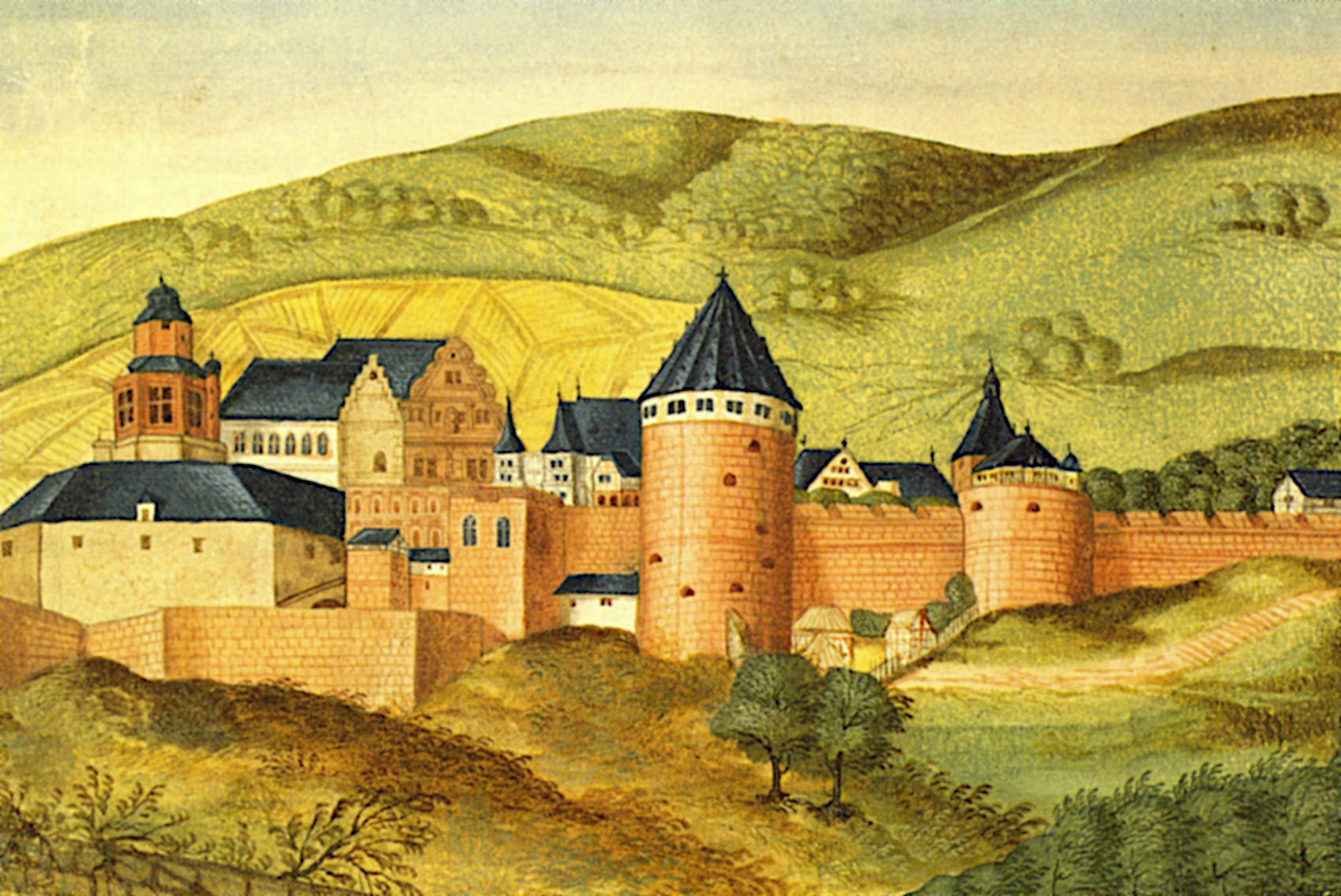
Castelul Heidelberg în secolul XVI

Heidelberg este amintit pentru prima oară în istorie în anul 1147, în timpul prințului palatin Konrad von Hohenstaufen (1136–1195), castelul fiind numit „Jettenbühl” (stâncă de lângă Königstuhl pe care se află castelul). În manuscriptele istorice, castelul este numit „Heidelberg” („castrum in Heidelberg cum burgo ipsius castri“) abia în anul 1225, când a devenit rezidența episcopului „Heinrich von Worms”.

## Galerie de imagini

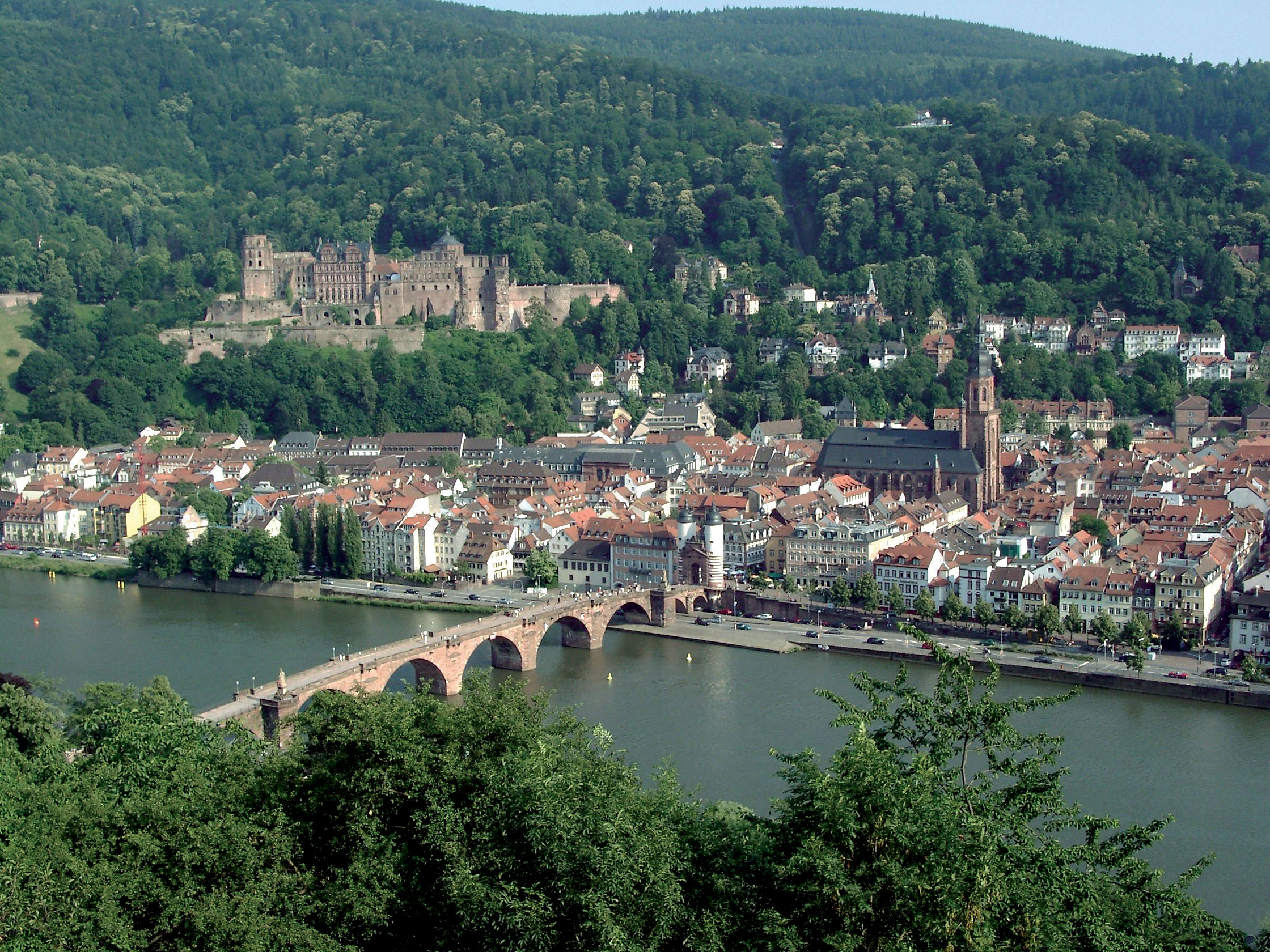
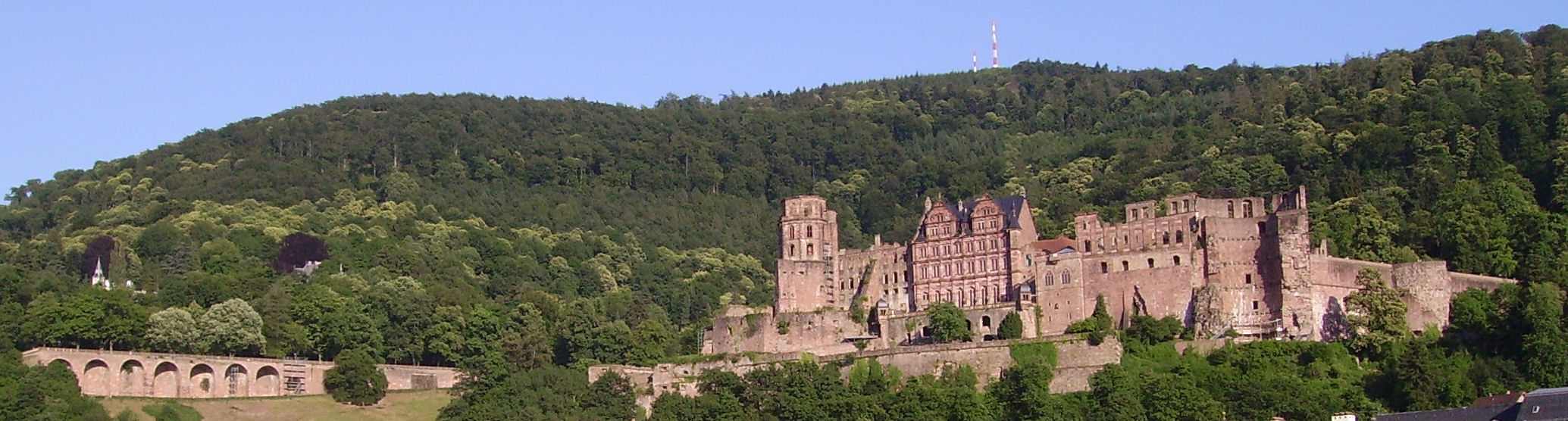
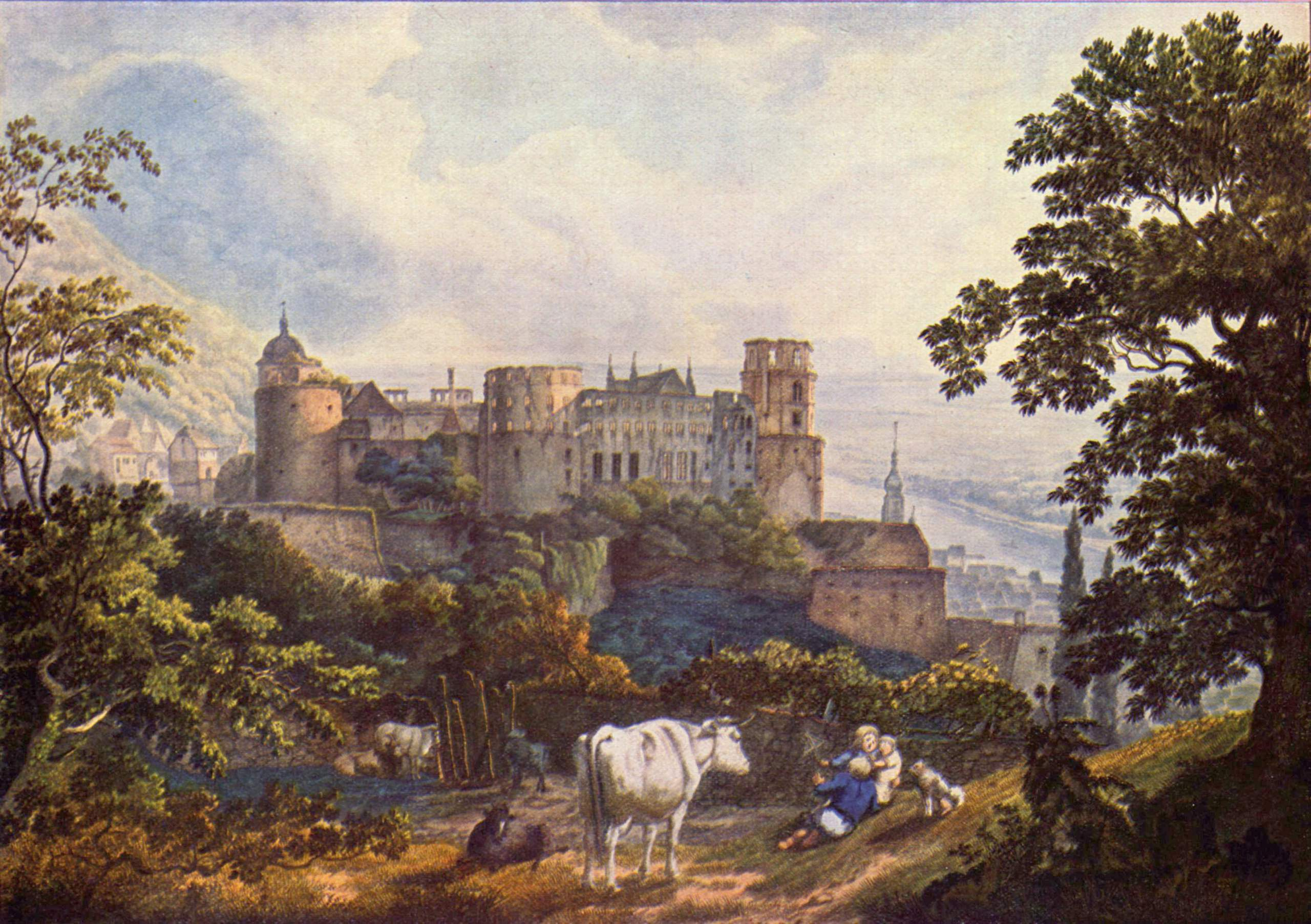
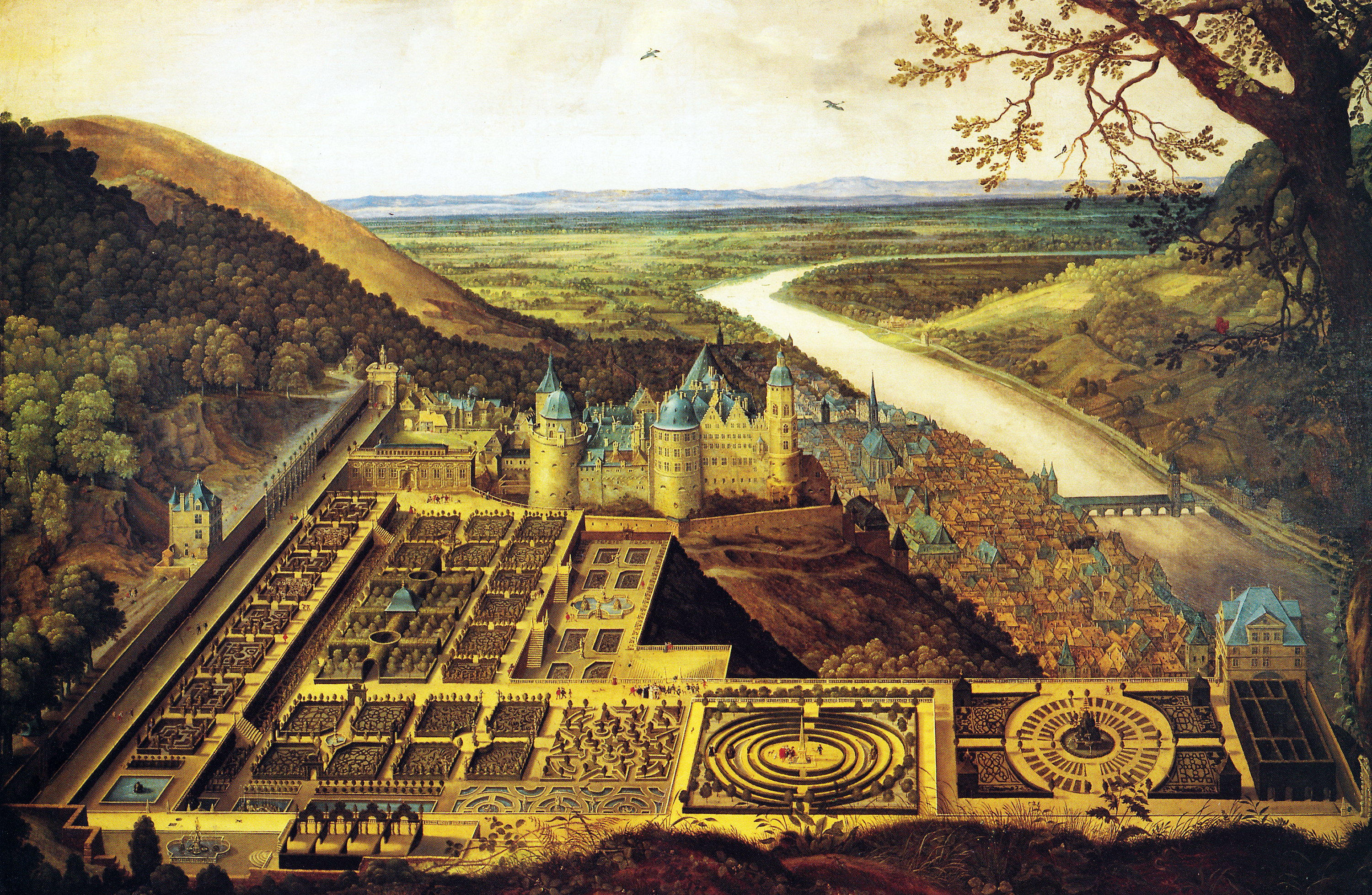